# La Forteresse (Isère)
Pour les articles homonymes, voir La Forteresse.
La Forteresse est une commune française située dans le département de l'Isère, en région Auvergne-Rhône-Alpes.
Située à mi-chemin entre la plaine de la Bièvre et la vallée de l'Isère dénommée localement Sud-Grésivaudan, la petite commune, assez isolée sur la partie orientale du plateau de Chambaran, en moyenne altitude, est rattachée à la communauté de communes Bièvre Isère.
Selon un site dédié, les habitants de la commune sont dénommés les « Fortariaux ». Selon le livre Histoire des communes de l'Isère, les habitants se dénommeraient les « Fortarios » (dans sa forme patoisante). Le gentilé le plus commun reste : les « Fortariots » et les « Fortariotes ».

## Géographie

### Situation et description

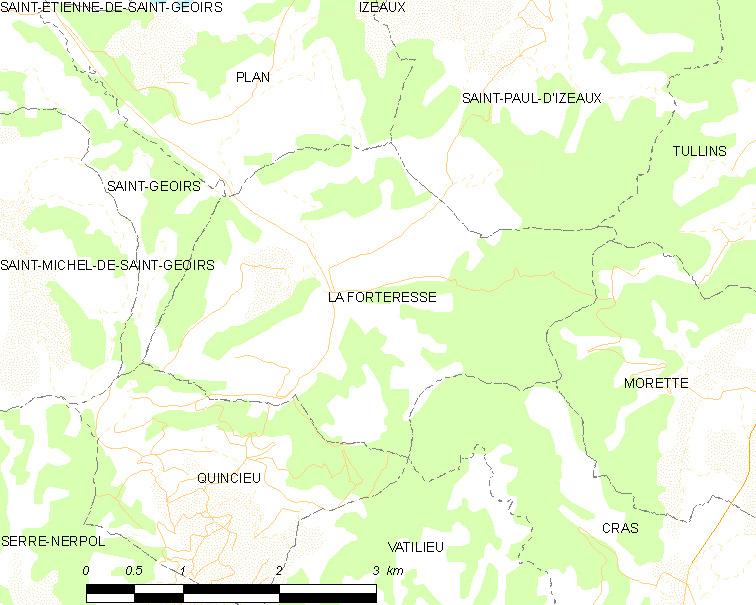
Plan de la commune.

La Forteresse est positionnée dans la vallée du Rival, modeste torrent de montagne qui coule en direction de Saint-Étienne-de-Saint-Geoirs, à environ 550 mètres d'altitude.
Elle est encadrée de deux cols de moyenne altitude : le col du Châtain (684 m) qui permet de joindre Morette et Tullins, et le col Lachard (695 m) qui permet de joindre Quincieu et Vinay.
Selon le livre Histoire des communes de l'Isère, publié chez Horvath, le petit village de « La Forteresse est située au creux d'une petite vallée, au centre d'une étoile routière à trois branches ».
La Forteresse se situe à 10 kilomètres de l'aéroport de Grenoble-Alpes-Isère.

### Géologie et relief
Le territoire communal s'étend sur la partie orientale du plateau de Chambaran, lequel est constitué d'une ossature en molasse miocène, recouverte en grande partie par un placage de terres argilo-limoneuses ou argilo-sableuses[source insuffisante].

### Communes limitrophes
Le territoire des communes de Vatilieu, Quincieu, Cras et La Forteresse forment un quadripoint au sud de cette dernière commune.
| Plan         | Plan / Saint-Paul-d'Izeaux | Tullins |
| Saint-Geoirs | La Forteresse              | Morette |
| Quincieu     | Quincieu / Vatilieu        | Cras    |

### Hydrographie
Le torrent du Rival, seul cours d'eau notable de la commune, est un ruisseau s'écoulant dans un axe sud / nord-ouest sur le territoire communal. Le ruisseau du moulin, modeste cours d'eau au cours très irrégulier, est son affluent sur sa rive droite.

### Climat
Pour des articles plus généraux, voir Climat d'Auvergne-Rhône-Alpes et Climat de l'Isère.
En 2010, le climat de la commune est de type climat de montagne, selon une étude du Centre national de la recherche scientifique s'appuyant sur une série de données couvrant la période 1971-2000. En 2020, Météo-France publie une typologie des climats de la France métropolitaine dans laquelle la commune est exposée à un climat de montagne ou de marges de montagne et est dans la région climatique  Alpes du nord, caractérisée par une pluviométrie annuelle de 1 200 à 1 500 mm, irrégulièrement répartie en été. 
Pour la période 1971-2000, la température annuelle moyenne est de 10,1 °C, avec une amplitude thermique annuelle de 17,2 °C. Le cumul annuel moyen de précipitations est de 1 218 mm, avec 10,5 jours de précipitations en janvier et 6,9 jours en juillet. Pour la période 1991-2020, la température moyenne annuelle observée sur la station météorologique de Météo-France la plus proche, « Grenoble-Saint-Geoirs », sur la commune de Saint-Étienne-de-Saint-Geoirs à 6 km à vol d'oiseau, est de 11,5 °C et le cumul annuel moyen de précipitations est de 915,1 mm,. Pour l'avenir, les paramètres climatiques de la commune estimés pour 2050 selon différents scénarios d'émission de gaz à effet de serre sont consultables sur un site dédié publié par Météo-France en novembre 2022.

### Voie de communication et transports

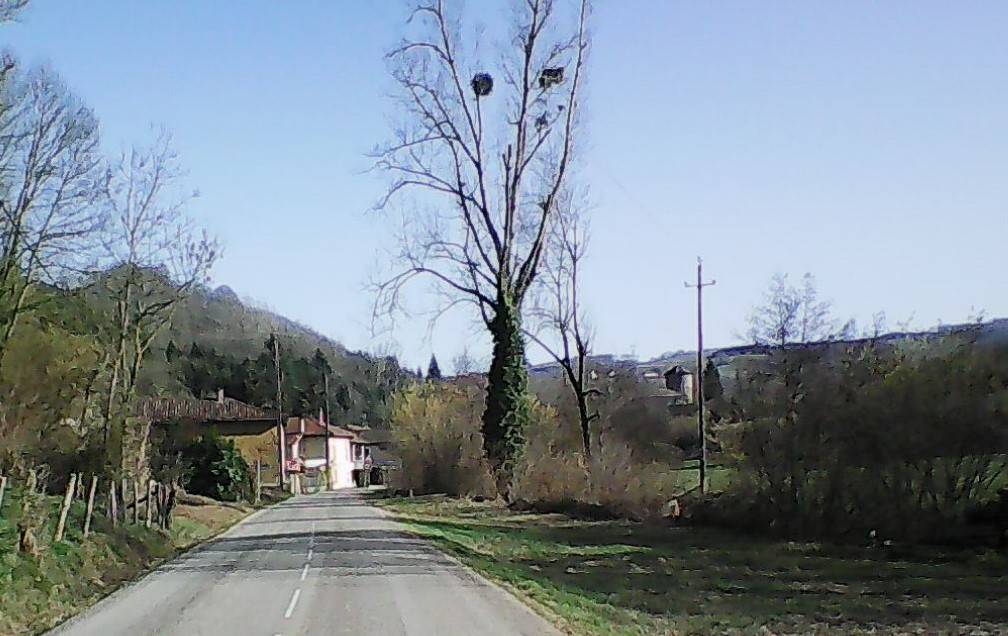
Entrée de La Forteresse par la RD 154 depuis le nord

La Forteresse se présente comme un carrefour routier dans la partie orientale du plateau de Chambaran.
La Forteresse est située sur la RD 154 reliant Saint-Étienne-de-Saint-Geoirs à Vinay par le col Lachard.
Une route rejoint Tullins par le col du Châtain.
La RD 73b permet de rejoindre Saint-Paul-d'Izeaux, mais aussi Saint-Michel-de-Saint-Geoirs par d'autres routes départementales. Une petite route, étroite et pentue, rejoint le village de Plan.
En revanche, elle n'est pas desservie directement par le réseau ferré : il faut rejoindre Tullins, Rives ou Vinay pour trouver une gare SNCF. C'est ici également que se situent les échangeurs autoroutiers (A48 et A49) les plus proches.
L'aéroport Grenoble-Isère, situé à Saint-Étienne-de-Saint-Geoirs, se situe à une dizaine de kilomètres.

## Urbanisme

### Typologie
Au 1er janvier 2024, La Forteresse est catégorisée commune rurale à habitat dispersé, selon la nouvelle grille communale de densité à sept niveaux définie par l'Insee en 2022.
Elle est située hors unité urbaine. Par ailleurs la commune fait partie de l'aire d'attraction de Grenoble, dont elle est une commune de la couronne,. Cette aire, qui regroupe 204 communes, est catégorisée dans les aires de 700 000 habitants ou plus (hors Paris),.

### Occupation des sols
L'occupation des sols de la commune, telle qu'elle ressort de la base de données européenne d’occupation biophysique des sols Corine Land Cover (CLC), est marquée par l'importance des territoires agricoles (54 % en 2018), une proportion sensiblement équivalente à celle de 1990 (53,8 %). La répartition détaillée en 2018 est la suivante : 
forêts (46 %), zones agricoles hétérogènes (32,6 %), prairies (18,6 %), cultures permanentes (2,9 %). L'évolution de l’occupation des sols de la commune et de ses infrastructures peut être observée sur les différentes représentations cartographiques du territoire : la carte de Cassini (XVIIIe siècle), la carte d'état-major (1820-1866) et les cartes ou photos aériennes de l'IGN pour la période actuelle (1950 à aujourd'hui).

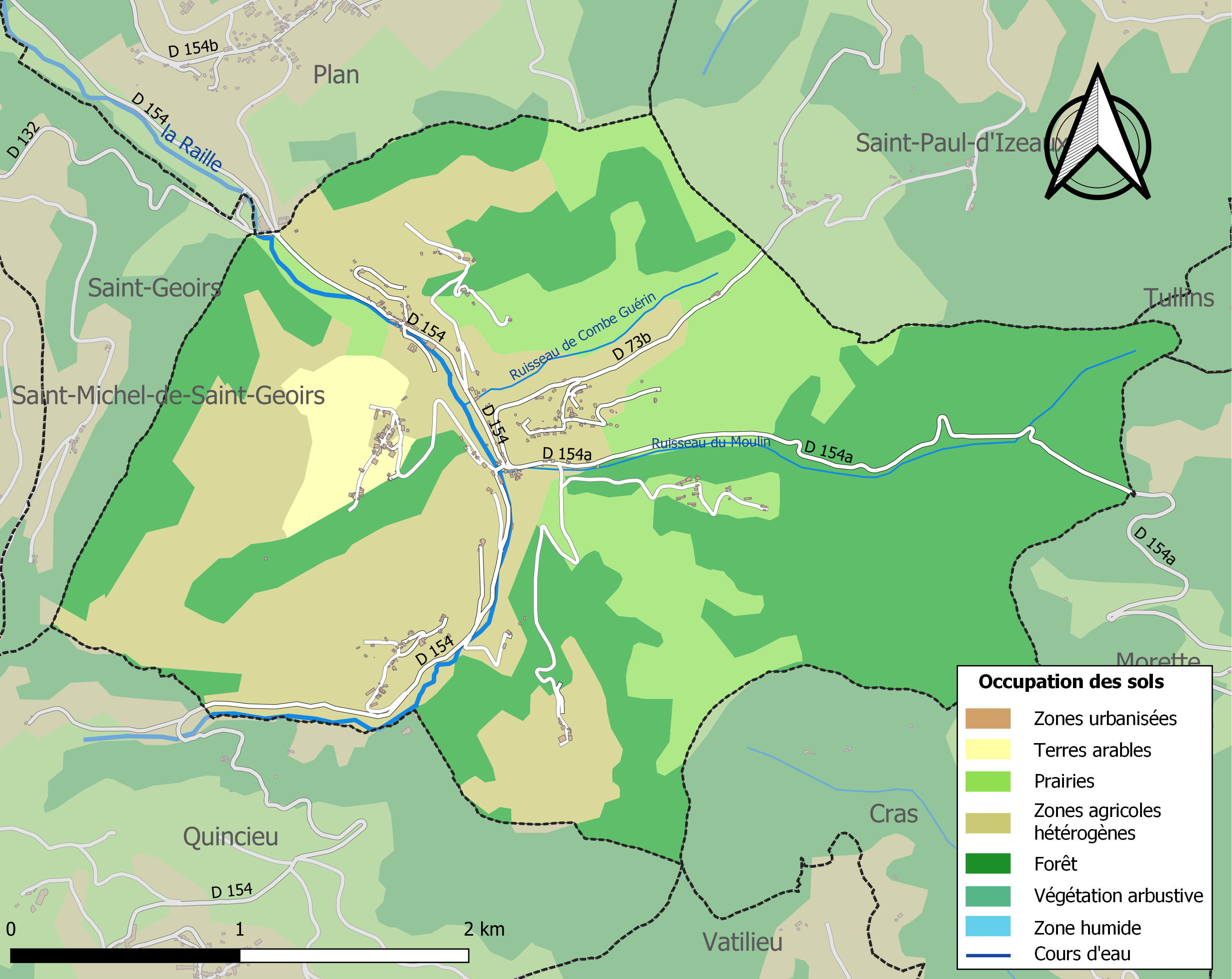
Carte des infrastructures et de l'occupation des sols de la commune en 2018 (CLC).

### Morphologie urbaine
Le tissu urbain de la  commune se présente sous la forme d'un bourg central, de taille modeste et situé au carrefour de trois routes, ainsi que de plusieurs hameaux disséminés autour ce bourg. L'ensemble essentiellement composé de terrains agricoles et de secteurs boisés se positionne sur un plateau composé de hautes collines.

### Hameaux lieux-dits et écarts
Voici, ci-dessous, la liste la plus complète possible des divers hameaux, quartiers et lieux-dits résidentiels urbains comme ruraux qui composent le territoire de la commune de La Forteresse , présentés selon les références toponymiques fournies par le site géoportail de l'Institut géographique national. 
| - le Truc - la Rivoire - la Combe - Nautand - Combe Guérin - Chaperon - Valette | - Villefranche (bourg central) - Feuillant - les Écuelles - les Côtes - Combe Tricat - la Girauderie - la Taillat | - Chalaman - Chorieux - Chapon - Revolet - Vernay - Truchet - Bessey | - le Mont - les Blaches - la Mignonière - Combe font Jean Bleu - Revollet des Buyères - Plan des Joucles - le Four |

### Risques naturels et technologiques

#### Risques sismiques
L'ensemble du territoire de la commune de La Forteresse est situé en zone de sismicité n°3 (sur une échelle de 1 à 5), en limite de la zone n°4, située au sud-ouest de son territoire.
| Type de zone | Niveau            | Définitions (bâtiment à risque normal) |
| ------------ | ----------------- | -------------------------------------- |
| Zone 3       | Sismicité modérée | accélération = 1,1 m/s2                |

## Toponymie
Selon André Planck, auteur du livre L'origine du nom des communes du département de l'Isère, le nom de la Fortresse dérive du latin Fortitia « qui a abouti à la forme vulgaire Fortia, la "maison forte" et qui s'est altéré au fil du temps ».

## Histoire

### Préhistoire et Antiquité
Durant l'Antiquité, le bas-Dauphiné est progressivement occupé par les allobroges, un peuple gaulois dont le territoire était situé entre l'Isère, le Rhône et les Alpes du Nord. À partir de -121, ce territoire, nommé Allobrogie, est intégré dans la province romaine du Viennois avec pour capitale la cité de Vienne qui était aussi le siège de l’ancien diocèse romain de Vienne.

### Du Moyen Âge aux temps modernes

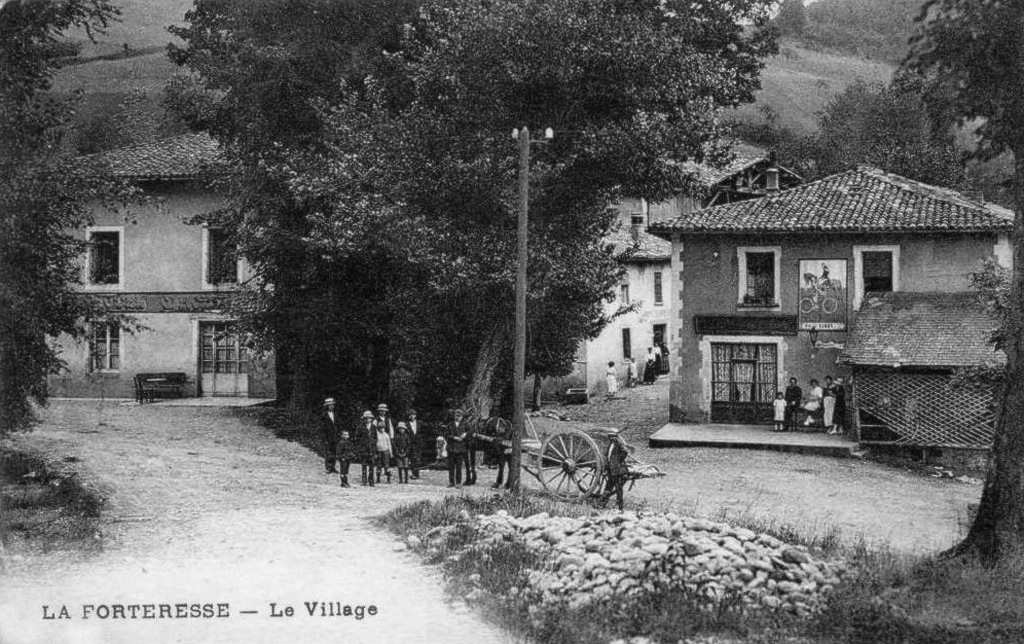
Le village de La Forteresse au début du XXe siècle

### Époque contemporaine
La commune de La Forteresse se situait, jusqu'en 1929, dans le canton de Tullins. C'est la loi no 1721 du 17 décembre 1929 qui l'a rattachée au canton de Saint-Étienne-de-Saint-Geoirs.

## Politique et administration

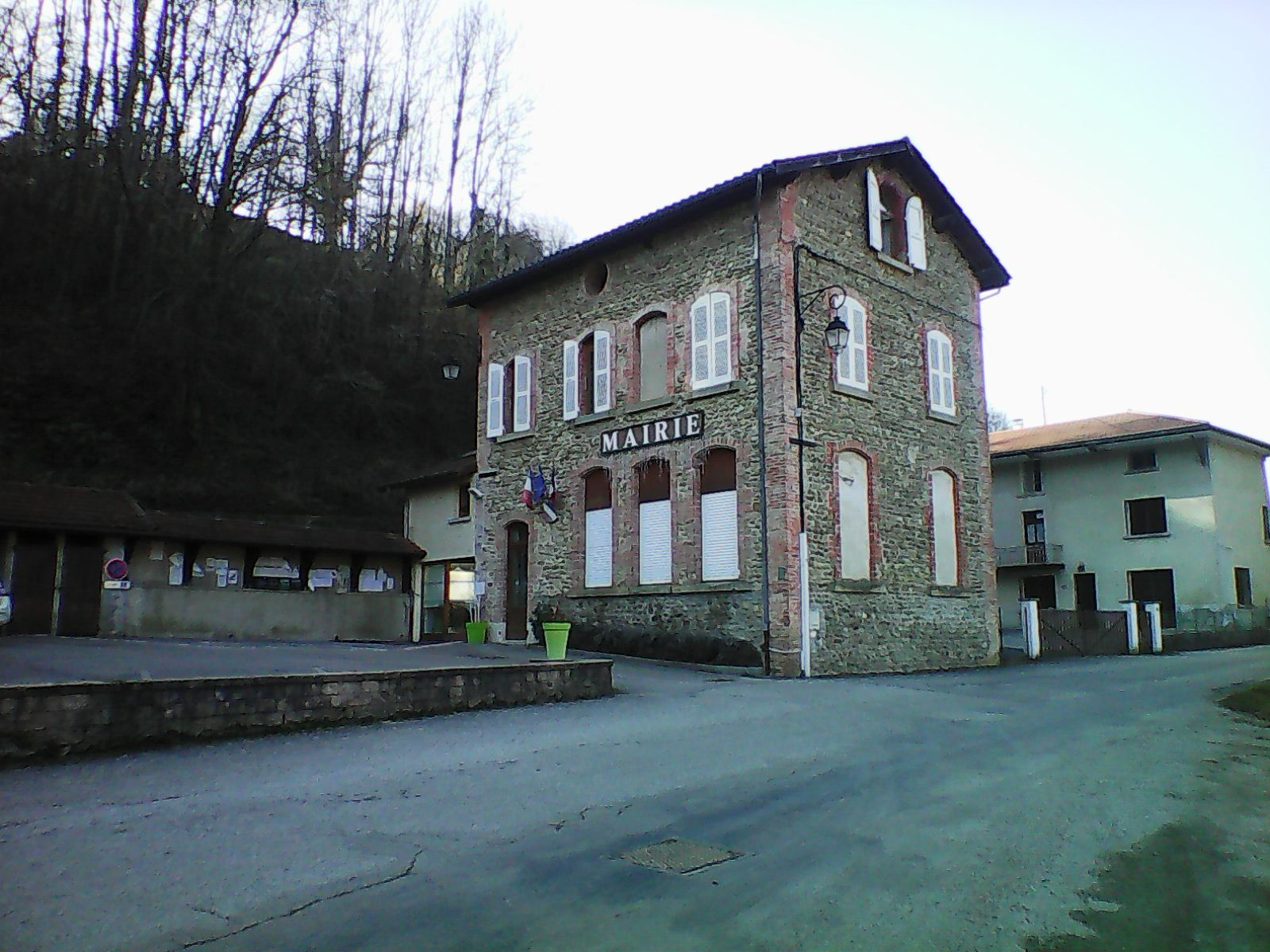
Mairie de La Forteresse en février 2019

### Administration municipale
Le conseil municipal est composé de onze personnes (deux femmes et neuf hommes) dont une maire, trois adjoints au maire, une conseillère municipale déléguée et six conseillers municipaux.

### Liste des maires
| Période | Période  | Identité              | Étiquette | Qualité       |
| ------- | -------- | --------------------- | --------- | ------------- |
| 2001    | 2008     | Henry Menthaz-Berthon |           |               |
| 2008    | En cours | Évelyne Collet        | SE        | Fonctionnaire |

## Population et société

### Démographie
L'évolution du nombre d'habitants est connue à travers les recensements de la population effectués dans la commune depuis 1793. Pour les communes de moins de 10 000 habitants, une enquête de recensement portant sur toute la population est réalisée tous les cinq ans, les populations de référence des années intermédiaires étant quant à elles estimées par interpolation ou extrapolation. Pour la commune, le premier recensement exhaustif entrant dans le cadre du nouveau dispositif a été réalisé en 2007.

En 2022, la commune comptait 337 habitants, en évolution de +4,33 % par rapport à 2016 (Isère : +3,07 %, France hors Mayotte : +2,11 %).
| 1793 | 1800 | 1806 | 1821 | 1831 | 1836 | 1841 | 1846 | 1851 |
| ---- | ---- | ---- | ---- | ---- | ---- | ---- | ---- | ---- |
| 380  | 400  | 438  | 450  | 486  | 459  | 481  | 472  | 493  |

| 1856 | 1861 | 1866 | 1872 | 1876 | 1881 | 1886 | 1891 | 1896 |
| ---- | ---- | ---- | ---- | ---- | ---- | ---- | ---- | ---- |
| 430  | 448  | 436  | 427  | 448  | 457  | 426  | 395  | 379  |

| 1901 | 1906 | 1911 | 1921 | 1926 | 1931 | 1936 | 1946 | 1954 |
| ---- | ---- | ---- | ---- | ---- | ---- | ---- | ---- | ---- |
| 354  | 323  | 323  | 281  | 299  | 279  | 277  | 295  | 288  |

| 1962 | 1968 | 1975 | 1982 | 1990 | 1999 | 2006 | 2007 | 2012 |
| ---- | ---- | ---- | ---- | ---- | ---- | ---- | ---- | ---- |
| 277  | 262  | 250  | 245  | 251  | 235  | 284  | 291  | 318  |

| 2017 | 2022 | - | - | - | - | - | - | - |
| ---- | ---- | - | - | - | - | - | - | - |
| 322  | 337  | - | - | - | - | - | - | - |

### Enseignement
La commune dépend de l'académie de Grenoble. Il n'existe qu'une école maternelle et élémentaire située au bourg (Villefranche) avec un effectif officiel de seize élèves pour la rentrée 2018/2019.

### Médias

#### Presse écrite
Historiquement, le quotidien à grand tirage Le Dauphiné libéré consacre, chaque jour, y compris le dimanche, dans son édition Isère-Nord, un ou plusieurs articles à l'actualité du canton de la Bièvre dont fait partie la commune, ainsi que des informations sur les éventuelles manifestations locales, les travaux routiers, et autres événements divers à caractère local.

#### Presse audiovisuelle
La commune est située sur l'aire de diffusion de radio Ici Isère, une radio publique qui émet sur tout le territoire du département de l'Isère.

### Cultes

#### Culte catholique
La communauté catholique et l'église de La Forteresse (propriété de la commune) dépendent de la paroisse Saint Paul de Toutes Aures, avec onze autres communes de la région. Cette paroisse est rattachée au diocèse de Grenoble-Vienne.

## Culture locale et patrimoine

### Lieux et monuments
- Église Saint-Pierre-ès-Liens de La Forteresse.

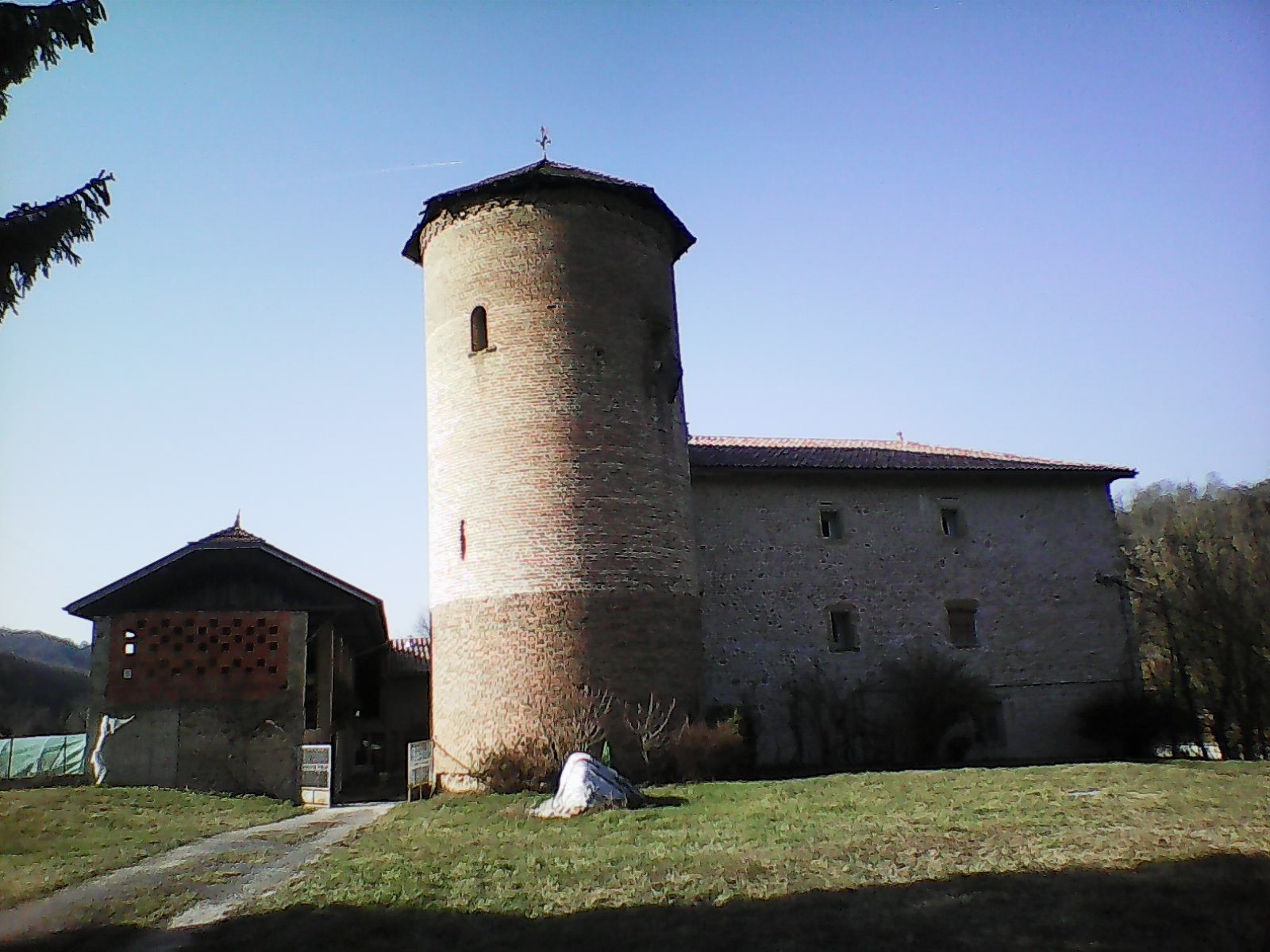
Maison forte médiévale de Forchieux (XIe siècle)

#### Château ou Maison forte de Forchieux
Ce château ou plutôt une maison forte,  comprenant une tour de 25 mètres de hauteur en bon état, des murs épais composés de nombreuses meurtrières, daterait des  XIIe et XIIIe siècles.
Durant les guerres de religion, ce site fut un poste important pour les huguenots. Depuis cet endroit, un grand nombre d'entre eux rejoignirent les leurs afin de sortir vainqueurs d'une bataille contre les troupes catholiques de La Côte-Saint-André, commandée par le seigneur de Montoison.

### Héraldique
|  | La Forteresse (Isère) possède des armoiries dont l'origine et le blasonnement exact ne sont pas disponibles. |